# リチャード・ウィリアムソン (アメリカンフットボール)
リチャード・ウィリアムソン（Richard Williamson 1941年4月13日 - 2015年9月21日）は、アラバマ州フォートデポジット出身のアメリカンフットボールコーチ。メンフィス州立大学（現メンフィス大学）、NFLのタンパベイ・バッカニアーズでヘッドコーチを務めた。

## 大学時代
アラバマ大学ではベア・ブライアントヘッドコーチの下でプレーした。ジョー・ネイマスの大学初のTDパスをとったのは彼である。1963年のAFLドラフト７巡55位でボストン・ペイトリオッツから指名されたがプロ入りせず、アラバマ大学にコーチとして残り、1964年、1965年の全米チャンピオンに貢献した。
アーカンソー・レイザーバックスで2年コーチを務めた後、1970年、1971年はアラバマ大学のコーチに復帰、1972年から1974年はアーカンソー大学のコーチを務めた。
1975年、メンフィス州立大学のヘッドコーチに就任、1980年まで務めた。この間、サザン・インディペンデント・カンファレンスの最優秀コーチに2度選ばれた。メンフィスのヘッドコーチを解任された後、ブルーボネットボウルのエクゼクティブディレクターを務めた。

## NFLコーチ
1983年、カンザスシティ・チーフスの新ヘッドコーチとなったジョン・マコーヴィックの下でアシスタントコーチとなった。
1986年シーズン終了後、マコーヴィックコーチが解任されると1987年からタンパベイ・バッカニアーズのレイ・パーキンスの下でオフェンスコーディネーターを務めた。1990年シーズン終盤にパーキンスが解任されると暫定ヘッドコーチを務め、1勝2敗の成績を残した。1991年に正式にヘッドコーチに就任したが、3勝13敗に終わり、シーズン終了後に解任された。
1992年からシンシナティ・ベンガルズのデイブ・シュラヘッドコーチの下でWRコーチを務めた。
1995年、新チームであるカロライナ・パンサーズのWRコーチに就任した。2000年には、ジョージ・シーファートヘッドコーチの下でアシスタントヘッドコーチを務め、シーズン残り4試合を残した時点でビル・マスグレイブが辞任した後は、オフェンスコーディネーターを務めた。2001年シーズン終了後、ジョン・フォックスがヘッドコーチに就任した後も、WRコーチを続けた。優れたWRコーチとして知られた彼は、パンサーズではムーシン・ムハメド、スティーブ・スミスらプロボウルWRを育てた。
2010年1月18日、15年過ごしたパンサーズのコーチを引退することをアナウンスした。彼は1995年のチーム結成以来最後まで残っていたスタッフであった。

## 引退後
2015年9月21日、ノースカロライナ州シャーロットで亡くなった。